# Oostlijn

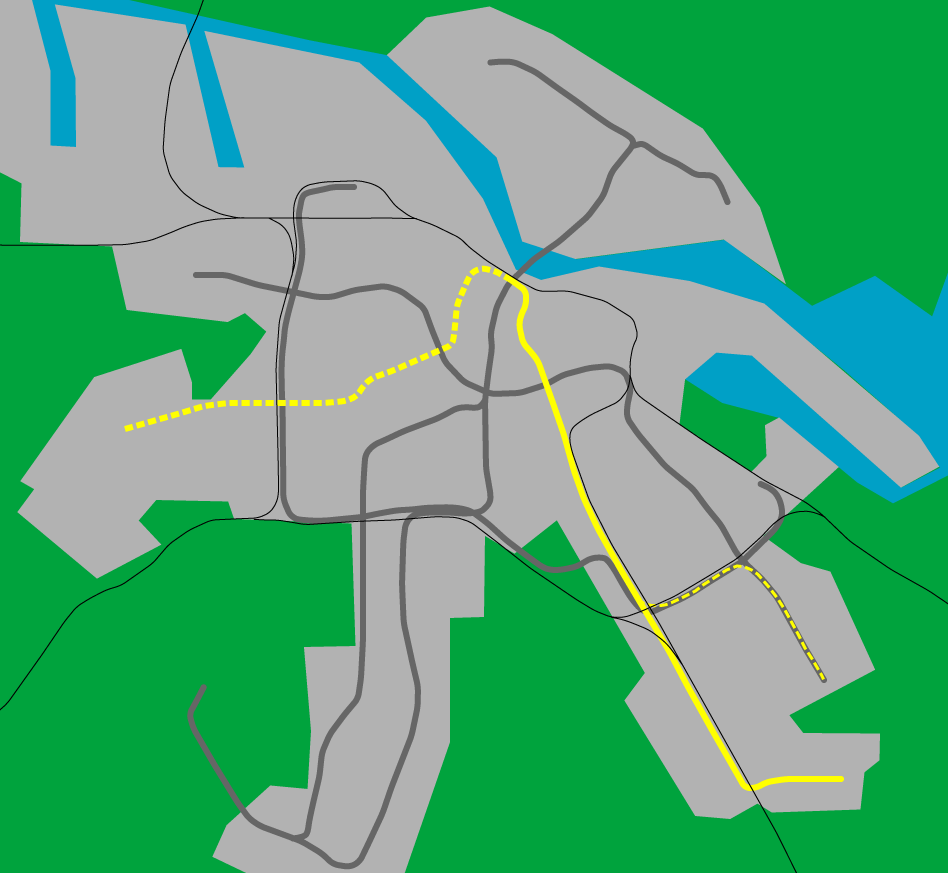
De Oostlijn in het Plan Stadsspoor

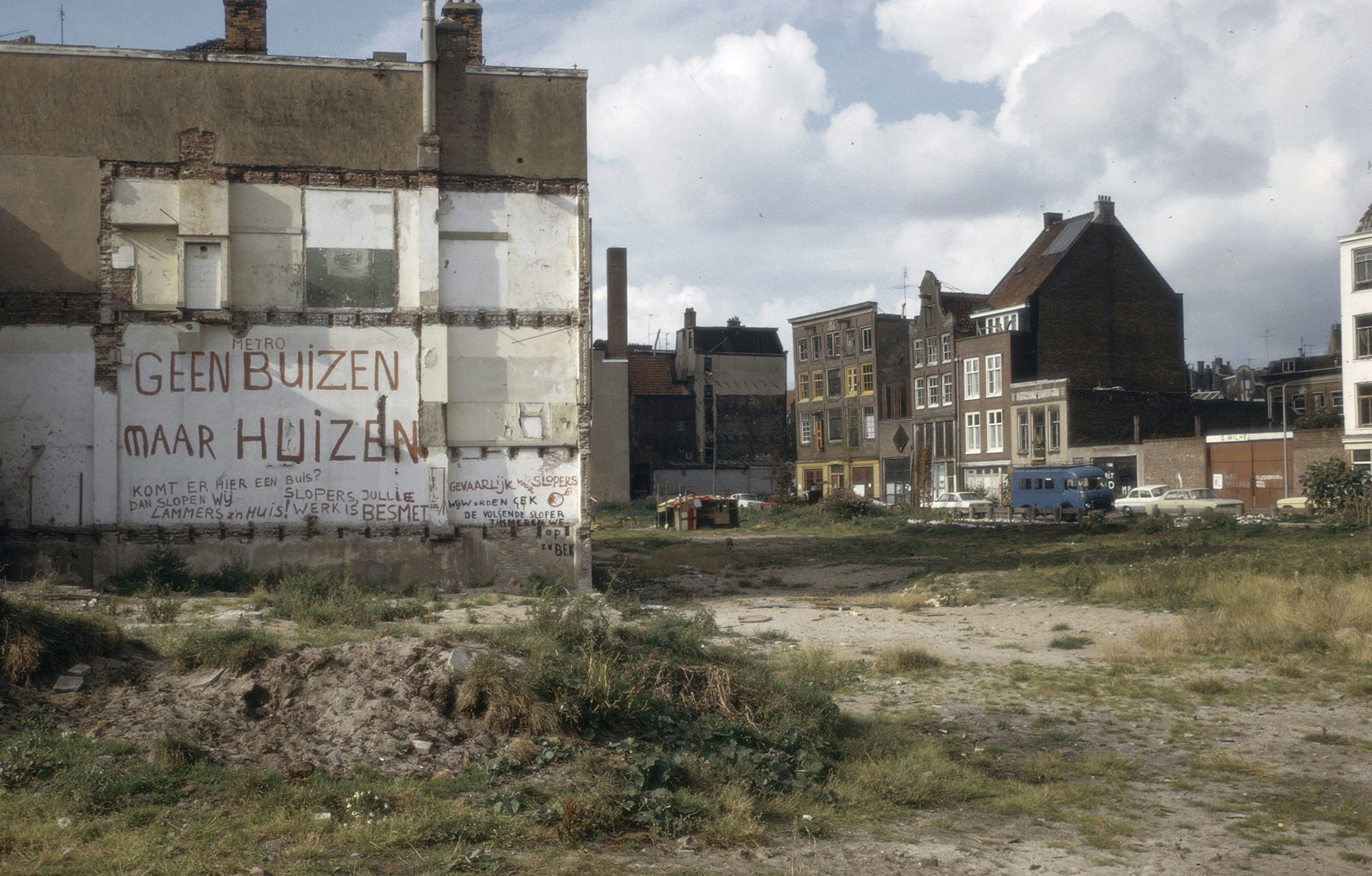
Voor de aanleg van de Oostlijn werden in de Nieuwmarktbuurt veel huizen gesloopt. De situatie in 1975.

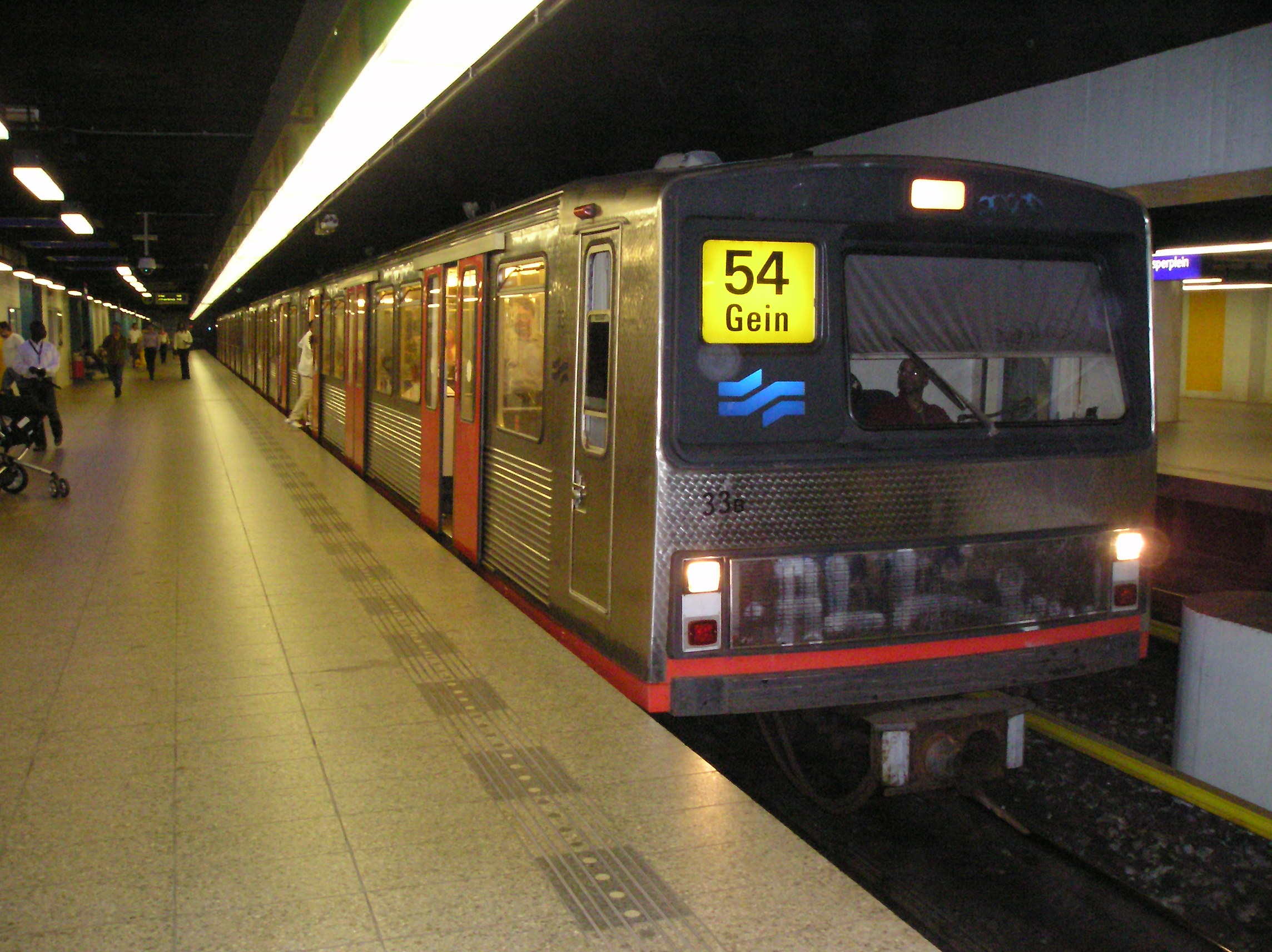
Metrolijn 54 richting Gein op metrostation Weesperplein

De Oostlijn is de verzamelnaam voor twee Amsterdamse metrolijnen die in de jaren zeventig van de twintigste eeuw zijn aangelegd. Het gaat om de Gaasperplaslijn (53) en de Geinlijn (54).

## Geschiedenis
De Oostlijn is Amsterdams eerste metrolijn. Het oudste plan voor ondergronds vervoer in Amsterdam is van 1922. Verder dan een plan kwam het destijds niet. Vanaf de jaren vijftig werd er weer nagedacht over aanleg van tunnels en in 1966 verschenen de eerste uitgewerkte plannen. In 1968 werd het Plan Stadsspoor goedgekeurd door de gemeente Amsterdam, in die tijd plande men een heel ondergronds metronet dat alle wijken in Amsterdam met elkaar moest verbinden. Metroverbindingen in andere grote steden, zoals Moskou, Parijs en Londen waren het voorbeeld voor Amsterdam. De gemeente plande de volgende lijnen:
- Oostlijn van Zuidoost via het Centraal Station naar Osdorp (de huidige Oostlijn (lijn 54) is de oostelijke helft van deze lijn)
- Ringlijn van het Westelijk Havengebied via Station Zuid naar Diemen (huidige lijn 50)
- Noord-Zuidlijn van het Buikslotermeerplein via het Centraal Station naar het Weteringplantsoen en verder naar Amstelveen en Schiphol
- Oost-Westlijn van Geuzenveld via het Weteringplantsoen naar Diemen-Zuid en Gaasperplas (lijn 53 is het meest zuidoostelijke deel van deze lijn)

De gemeente besloot in 1968 te beginnen met de aanleg van de Oostlijn. Niet alleen zou deze lijn de nieuwe stadswijk in de Bijlmermeer ontsluiten; ook had deze lijn het kortste ondergrondse stuk van alle geplande lijnen. Alhoewel in het Plan Stadsspoor de Gaasperplastak onderdeel moest worden van de geplande Oost-Westlijn, besloot men deze mee te bouwen voor een betere ontsluiting van de Bijlmermeer. In een later stadium zou de Oostlijn in westelijke richting verlengd moeten worden naar Osdorp. De bouw startte in 1970.
Als eerste kwam in 1973 het gedeelte Venserpolder – Diemen Zuid – Verrijn Stuartweg gereed, dat vervroegd werd aangelegd en bedoeld was als testbaan. Hierop gingen toen de proefstellen 1-4 vanaf 1973 proefrijden. Bij station Venserpolder verscheen een romneyloods voor de metrostellen. Op drie zaterdagen in juni 1975 kon het publiek voor het eerst gratis een rit maken tijdens de jubileumviering van 75 jaar GVB en 700 jaar Amsterdam.
Voor de bouw van de 3,5 kilometer lange metrobuis moest een groot deel van de Nieuwmarktbuurt gesloopt worden. Dit kwam doordat men bovengronds grote betonnen caissons bouwde, die vervolgens moesten worden afgezonken. De sloop van de Nieuwmarktbuurt leidde tot massale protesten van de bevolking; in het voorjaar van 1975 uitmondend in de Nieuwmarktrellen. Om het verzet in diskrediet te brengen, pleegde een groepje rond de extreemrechtse politicus Joop Baank een bomaanslag op station Venserpolder. In 1975 besloot de gemeente Amsterdam na voltooiing van de Oostlijn geen nieuwe metrolijnen meer te bouwen.
In het voorjaar van 1977 werd drie maal een open huis gehouden waarbij het publiek voor het eerst gratis een rit op het ondergrondse en bovengrondse gedeelte kon maken. Men kon alleen bij het Amstelstation in en uit stappen.
Het eerste gedeelte van de Oostlijn kwam op 16 oktober 1977 in dienst tussen station Weesperplein en de stations Gaasperplas/Holendrecht. Op 12 oktober 1980 volgde de verlenging naar het Centraal Station.
Op 28 augustus 1982 volgde het resterende traject naar Gein. Alhoewel in vroege plannen uit werd gegaan van een open bak, werd dit traject uiteindelijk op een dijk met viaducten aangelegd. Naast de kosten speelde ook de verkaveling een rol die geheel anders was dan oorspronkelijk in het plan Zuid Bijlmer. De stations Reigersbos en Gein waren in 1977 al in ruwbouw gereed. Evenals het dijklichaam en de viaducten lagen deze vijf jaar in een kale vlakte in het niemandsland. De rails bij het station Holendrecht eindigden de eerste jaren voor het begin van het afslagtunneltje onder de spoorlijn uit Utrecht. Pas in 1982 begon men met de aanleg van de rails en afwerking van de stations.
Na het grootscheepse verzet in 1975 was het woord metro ruim twintig jaar taboe in Amsterdam. De in 1997 geopende Ringlijn (lijn 50) werd dan ook 'sneltram' genoemd, de wagens zien er ook uit als een tram. In technisch opzicht is de lijn echter een metrolijn. Pas in de jaren negentig, bij de planning van de Noord/Zuidlijn, werd in Amsterdam het woord "metro" weer gebruikt.

## Architectuur
Het ontwerp voor de stations, de infrastructuur van de Oostlijn en de in 1978 gereedgekomen lijnwerkplaats in Diemen-Zuid werd vervaardigd door Ben Spängberg en Sier van Rhijn, twee architecten van de Dienst der Publieke Werken van de gemeente Amsterdam.
Hun ontwerpen kenmerken zich door grootschalige toepassing van kaal beton en betonsteen en de overmaat aan ruimte in de ondergrondse verdeelhallen. Ook was er sprake van een uitgekiend kleurgebruik. Zo kwam de oranje kleur van de metrodeuren in de oorspronkelijke opzet terug op belangrijke voorzieningen als informatieborden, toegangshekken, liftdeuren, vuilnisbakken en als accent op de bewegwijzering.
Het meest opvallende onderdeel van de Oostlijn wordt gevormd door de Bijlmerdreefmetrobrug het dubbele metroviaduct van de Gaasperplaslijn in de Bijlmermeer, tussen de stations Ganzenhoef en Kraaiennest. Deze 1100 meter lange colonnade bestaat uit twee enkelsporige viaducten die elk uit 33 kolommen van 15 meter hoog bestaan. Op deze kolommen, die telkens 30 meter uit elkaar staan, zijn 33 meter lange liggers opgelegd. De hart-op-hart afstand tussen beide viaducten bedraagt 15 meter. Deze uitzonderlijke hoogte was noodzakelijk omdat de metro binnen de Bijlmermeer ook over autowegen (de 'dreven') gevoerd moest worden, die in de oorspronkelijke opzet van de wijk zelf eveneens verhoogd waren. Het stelsel van dreven bevond zich op dijken en viaducten op 4 meter boven het maaiveld. Met deze maatvoering, die tevens goed aansloot op de enorme schaal van de Bijlmermeer, werd het ook mogelijk gras en andere beplanting op maaiveldniveau onder de metrobaan door te laten groeien.
Voor het ontwerp van de gehele Oostlijn ontvingen Spängberg en Van Rhijn in 1979 de Merkelbachprijs, een driejaarlijks toegekende architectuurprijs voor Amsterdamse bouwwerken die in 2003 ophield te bestaan. Daarnaast werd de Oostlijn in 1981 bekroond met de Betonprijs. Aan deze laatste onderscheiding herinneren plaquettes in de stationshallen van Centraal Station en Gein.
Als onderdeel van de regel dat één procent van de bouwkosten van ieder nieuw te bouwen openbaar gebouw besteed diende te worden aan kunst, was voor ieder Oostlijnstation een andere beeldend kunstenaar gevraagd een beeldende toevoeging te ontwerpen. Tegenwoordig zijn niet alle oorspronkelijke kunstwerken meer aanwezig. De westwand van de metrobuis was voorzien van een beschildering in de vorm van een lijnen- en vlakkenpatroon dat tussen twee stations telkens van ontwerp en kleur verschilde. Dit gaf een boeiend lijnenspel tijdens de rit. Deze beschildering is in de loop der jaren volledig bedekt onder de in de gehele tunnel aangebrachte graffiti.
Na ongeveer veertig jaar waren de stations verouderd en toe aan een opknapbeurt, ook werden ze als onprettig ervaren. De ruimtes waren oncomfortabel en de sociale veiligheid liet te wensen over. Van het oorspronkelijk ontwerp was weinig meer over. In maart 2016 werd er daarom ook begonnen aan een renovatie. Met de klus was 57 miljoen euro gemoeid en werd in fases uitgevoerd waardoor de gehele lijn operatief kon blijven. In december 2018 werd de gerenoveerde Oostlijn heropend.

## Trivia
- Op zondagmorgen wordt er voor personeel van het AMC een aparte vroege rit gereden vanaf Amsterdam Centraal naar Gein, waarbij slechts enkele haltes worden aangedaan.[bron?]